# Victoria Givens
Victoria Givens (Carolina del Norte; 14 de enero de 1970) es una actriz pornográfica estadounidense conocida por ostentar el Récord Mundial de Gangbang Anal, habiendo tenido sexo anal con 101 hombres en siete horas sin lubricación artificial. Lisa Sparxxx y Julie Robbins fueron parte del evento. Anteriormente el récord se encontraba en manos de Brooke Ashley, habiendo tenido sexo anal con 50 hombres en 1998 en el evento The World's Biggest Anal Gangbang.